# 恩斯特·布吕克
恩斯特·威廉·里特尔·冯·布吕克（德語：Ernst Wilhelm Ritter von Brücke，1819年7月6日—1892年1月7日）是一名德国医生和生理学家，西格蒙德·弗洛伊德的启蒙老师。

## 生平
他出生于柏林，后进入柏林大学学习医学，1842年毕业，次年成为约翰内斯·彼得·缪勒的助教，后来先后成为维也纳美术学院解剖学教师、哥尼斯堡大学生理学教授、维也纳大学生理学教授。1873年，约瑟夫一世赐他贵族头衔“冯”。